# Filónovskaia
Filónovskaia (en rus: Филоновская) és un poble (una stanitsa) de l'óblast de Volgograd, a Rússia, segons el cens del 2010 tenia 1.227 habitants.